# Scott William Winters
Scott William Winters (* 5. August 1965 in New York City, New York) ist ein US-amerikanischer Schauspieler. Bekanntheit erlangte er vor allem durch die Rolle des Cyril O'Reilly aus der Serie Oz – Hölle hinter Gittern, die er von 1998 bis 2003 spielte.

## Leben und Karriere
Scott William Winters wurde als zweitältestes von vier Kindern in New York City geboren. Zu seinen Geschwistern gehören die Schauspieler Dean Winters, der Autor Bradford Winters und die Schwester Blair, eine Krankenpflegerin. Sie wuchsen auf Long Island, später in Scottsdale, im US-Bundesstaat Arizona, auf. In Phoenix besuchte Winters das Brophy College Preparatory, eine Jesuiten-High School. Nach dem Abschluss studierte er an der Northwestern University in Chicago, die er mit einem Bachelor in Wirtschaftswissenschaften wieder verließ.
Später entschied er sich, sich der Schauspielerei zu widmen und stand bald in seiner Heimatstadt auf der Theaterbühne. Seine erste Rolle vor der Kamera übernahm er 1996 im Film Larry Flynt – Die nackte Wahrheit. Ein Jahr später folgte die Rolle des Clark im oscarprämierten Film Good Will Hunting. Kurz darauf wurde er in der Rolle des Cyril O'Reilly für die HBO-Serie Oz – Hölle hinter Gittern in einer Hauptrolle besetzt, die er von 1998 bis 2003 spielte. Auch sein Bruder Dean war als Cyrils Bruder Ryan Teil der Besetzung. 2001 spielte er eine kleine Rolle im Film Jay und Silent Bob schlagen zurück.
Nach seiner Rolle in Oz war Winters von 2003 bis wiederkehrend als Senior Deputy Matt Jablonski in der Serie 10-8: Officers on Duty zu sehen. Auch in New York Cops – NYPD Blue war er anschließend in einer wiederkehrenden Rolle zu sehen. Seitdem tritt Winters vermehrt in Gastrollen in US-Serien auf, darunter CSI: Miami, Crossing Jordan – Pathologin mit Profil, Numbers – Die Logik des Verbrechens, Wildfire, CSI: Vegas, Dexter, Lincoln Heights, Without a Trace – Spurlos verschwunden oder Fringe – Grenzfälle des FBI. 2007 war Winters als Agent Samuels in einer Nebenrolle in der sechsten Staffel von 24 zu sehen.
Zwischen 2011 und 2014 übernahm Winters die Rolle des Rafaele Riario-Sansoni in der Serie Borgia. Es folgten kleine Nebenrollen in den Serien The Americans und Berlin Station. Zudem trat er seitdem unter anderem auch in Lethal Weapon, Blue Bloods – Crime Scene New York, Navy CIS und Criminal Minds in Gastrollen auf.

## Privates
Winters ist seit 2003 mit Jennifer Logan Winters verheiratet. Zusammen sind sie Eltern von zwei Töchtern.

## Filmografie (Auswahl)
- 1996: Larry Flynt – Die nackte Wahrheit (The People vs. Larry Flynt)
- 1996: Die Anklage (The Prosecutors, Fernsehfilm)
- 1997: Homicide (Fernsehserie, 2 Episoden)
- 1997: Good Will Hunting
- 1998: Ein Wink des Himmels (Promised Land, Fernsehserie, Episode 3x04)
- 1998–2003: Oz – Hölle hinter Gittern (Oz, Fernsehserie, 45 Episoden)
- 1999: Pretender (Fernsehserie, Episode 3x15)
- 2000: Angel – Jäger der Finsternis (Angel, Fernsehserie, Episode 1x16)
- 2000: The Beat (Fernsehserie, Episode 1x02)
- 2001: Jay und Silent Bob schlagen zurück (Jay and Silent Bob Strike Back)
- 2003: Dead Zone (Fernsehserie, Episode 2x17)
- 2003–2004: 10-8: Officers on Duty (Fernsehserie, 15 Episoden)
- 2004: New York Cops – NYPD Blue (NYPD Blue, Fernsehserie, 7 Episoden)
- 2004: CSI: Miami (Fernsehserie, Episode 3x08)
- 2005: North Shore (Fernsehserie, Episode 1x19)
- 2005: Crossing Jordan – Pathologin mit Profil (Crossing Jordan, Fernsehserie, Episode 5x03)
- 2005: Numbers – Die Logik des Verbrechens (Numb3rs, Fernsehserie, Episode 2x06)
- 2006: Wildfire (Fernsehserie, Episode 2x07)
- 2006: CSI: Vegas (CSI: Crime Scene Investigation, Fernsehserie, Episode 6x16)
- 2006: Dexter (Fernsehserie, 2 Episoden)
- 2006: The Book of Daniel (Fernsehserie, 2 Episoden)
- 2007: Eyes (Fernsehserie, Episode 1x07)
- 2007: 24 (Fernsehserie, 4 Episoden)
- 2007: Lincoln Heights (Fernsehserie, 2 Episoden)
- 2007: Without a Trace – Spurlos verschwunden (Without a Trace, Fernsehserie, Episode 6x08)
- 2008: Law & Order (Fernsehserie, Episode 18x10)
- 2010: Fringe – Grenzfälle des FBI (Fringe, Fernsehserie, Episode 2x11)
- 2010: 5 Minarette in New York (Five Minarets in New York)
- 2010: Urgency
- 2011–2014: Borgia (Fernsehserie, 25 Episoden)
- 2011–2015: Law & Order: Special Victims Unit (Fernsehserie, 4 Episoden)
- 2012: NYC 22 (Fernsehserie, Episode 1x06)
- 2014: The Sublime of Beautiful
- 2014: The Leftovers (Fernsehserie, Episode 1x09)
- 2015–2016: The Americans (Fernsehserie, 2 Episoden)
- 2017: Lethal Weapon (Fernsehserie, Episode 1x11)
- 2017: Blue Bloods – Crime Scene New York (Blue Bloods, Fernsehserie, Episode 7x18)
- 2017: Berlin Station (Fernsehserie, 4 Episoden)
- 2018: Beautiful Broken
- 2018: Criminal Minds (Fernsehserie, Episode 14x09)
- 2018–2019: Navy CIS (NCIS, Fernsehserie, 6 Episoden)
- 2019–2021: City on a Hill (Fernsehserie, 5 Episoden)
- 2020: God’s Fool
- 2020: Seattle Firefighters – Die jungen Helden (Station 19, Fernsehserie, Episode 4x05)
- 2021: A Little Dream (Miniserie, 3 Episoden)
- 2021: Narcos: Mexico (Fernsehserie, Episode 3x01)
- 2022: Bull (Fernsehserie, Episode 6x19)
- 2022: The Girl from Plainville (Miniserie, 5 Episoden)